# Route nationale 767
La route nationale 767 ou RN 767 était une route nationale française reliant Arnage à la Ronde. À la suite de la réforme de 1972, elle a été déclassée en RD 307 dans la Sarthe et en RD 767 en Maine-et-Loire.

## Ancien tracé d'Arnage à la Ronde (D 307 & D 767)
- Arnage
- Pontvallain
- Le Lude
- Noyant
- Vernantes
- La Ronde, commune de Vivy